# Éditions Le Capucin
 (septembre 2024).
Si vous disposez d'ouvrages ou d'articles de référence ou si vous connaissez des sites web de qualité traitant du thème abordé ici, merci de compléter l'article en donnant les références utiles à sa vérifiabilité et en les liant à la section « Notes et références ».
Les Éditions Le Capucin sont une maison d'édition fondée en 1998 par Catherine Coustols. Elle est basée à Lectoure dans le Gers. Elle est spécialisée dans la littérature et l'histoire, et publie des textes littéraires et poétiques, des nouvelles, des correspondances, des journaux, des témoignages et des essais. Huit langues sont présentes à travers les traductions : italien, anglais, chinois, hébreu, vietnamien, espagnol, allemand, russe.

## Histoire
L'entreprise, fortement déficitaire, a été placée en liquidation judiciaire le 13 avril 2007 et radiée le 5 octobre 2011.

## Collections
Les éditions Le Capucin ont développé plusieurs collections  : « Lettres d'hier et lettres d'aujourd'hui », « Le Temps des signes », « Histoire & histoires », « Les Essais du Capucin ».
Parmi ses collections figure notamment « Le Bestiaire du Capucin », avec la réédition des œuvres de Jean de La Fontaine :
- Les Fables du Chat, illustrations  de Olivier Philipponneau ;
- Les Fables du Chien, ill. de Cécile Landowski ;
- Les Fables du Singe, ill. de Eva Vincze ;
- Les Fables du Rat, ill. de Bruno Guittard ;
- Les Fables du Renard, ill. de Anne-Sophie Billaud ;
- Les Fables du Cheval, ill. de Isabelle Manoukian ;
- Les Fables du Coq, ill. de France Haudot ;
- Les Fables de l’Ours, ill. de Benjamin Leleu ;
- Les Fables du Poisson, ill. de Bénédicte Dumont ;
- Les Insectes de la fable, ill. de Vanessa Goncalves ;
- Le Dragon de la fable, ill. de Isabelle Manoukian ;
- Les Fables du Serpent, ill. de Bruno Guittard ;
- Les Fables du Grenouille, ill. de Myriam Heinzel ;
- Les Fables du Chèvre, ill. de Agnès Perruchon ;

des frères Grimm dans la traduction d'Armel Guerne :
- Le Roitelet, ill. de Eva Vincze ;
- Le Roitelet et l'Ours, ill. de France Haudot ;
- Les Sept Corbeaux, ill. de Myriam Heinzel ;
- Le Petit Chaperon rouge, ill. de Myriam Heinzel ;
- Hans-mon-Hérisson, ill. de Bruno Guittard ;

de Charles Perrault :
- Le Maître Chat ou le Chat botté, ill. de Myriam Heinzel ;

de Jules Renard :
- Le Cochon, ill. de Bruno Guittard.